# The Narrows

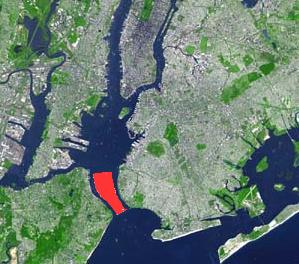
Upper Bay widziana z satelity TERRA. Cieśnina The Narrows pokazana jest na czerwono. Staten Island jest po lewej a Brooklyn po prawej stronie cieśniny.

The Narrows (Narrows of New York Harbor) – cieśnina łącząca nowojorskie zatoki Upper Bay i Lower Bay, stanowiąca główny kanał, przez który rzeka Hudson wpada do Oceanu Atlantyckiego. Cieśnina oddziela nowojorskie dzielnice Staten Island i Brooklyn. Jest ona uważana za morską „bramę” do Nowego Jorku – prowadzi przez nią tor wodny umożliwiający dostęp do portów w Nowym Jorku i New Jersey. 
Pierwsze odnotowane europejskie odkrycie cieśniny miało miejsce w 1524 roku przez Giovanniego da Verrazzano.  
W 1964 roku otwarto do użytku most Verrazzano-Narrows, który, wybudowany w najwęższym miejscu cieśniny, aż do 1981 roku był najdłuższym mostem wiszącym na świecie. Most, będąc częścią autostrady międzystanowej Interstate 278, jest ważnym elementem komunikacyjnym pomiędzy Staten Island i Brooklynem. 

## Galeria The Narrows

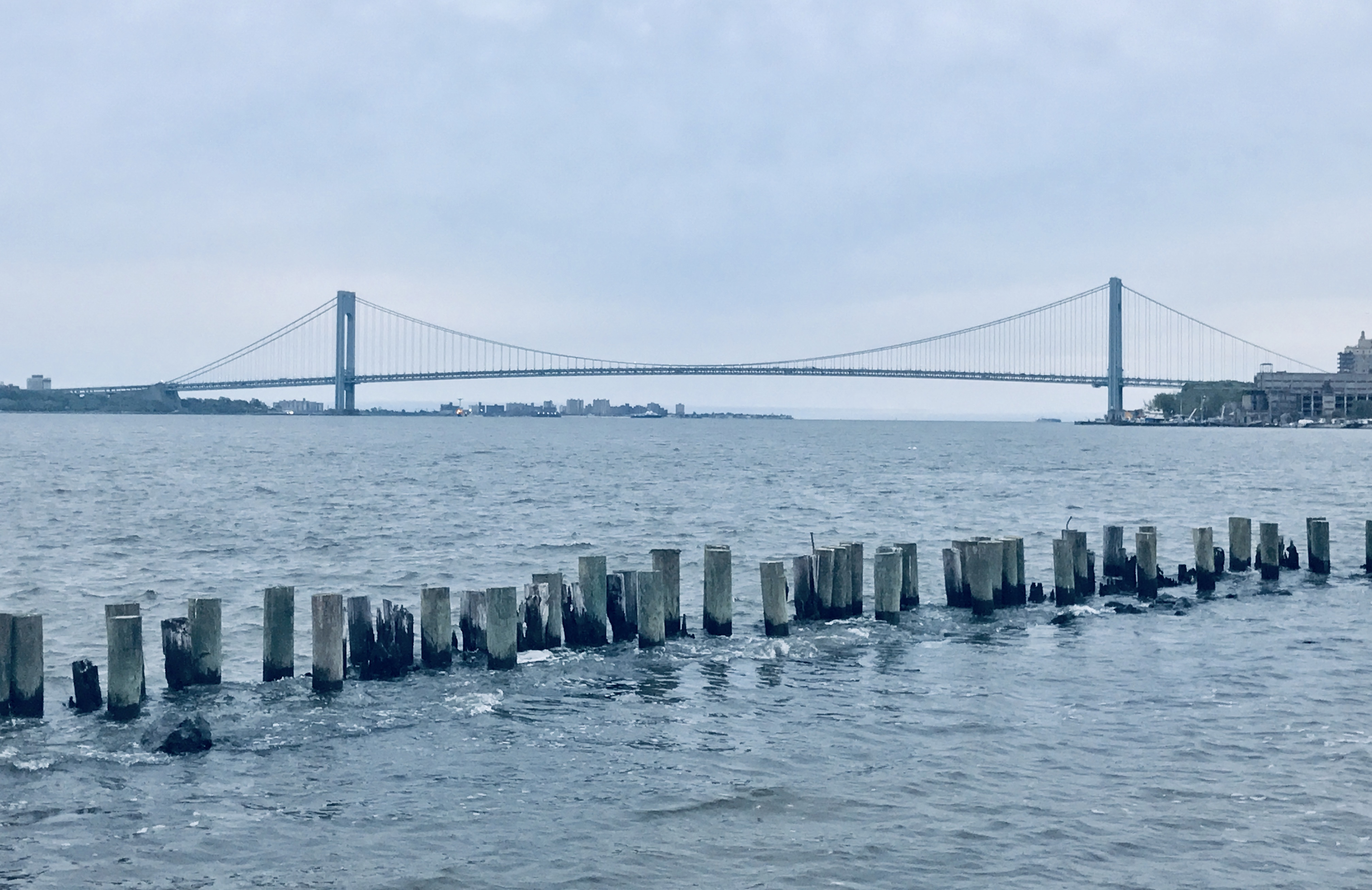
Cieśnina The Narrows z mostem Verrazzano-Narrrows w tle
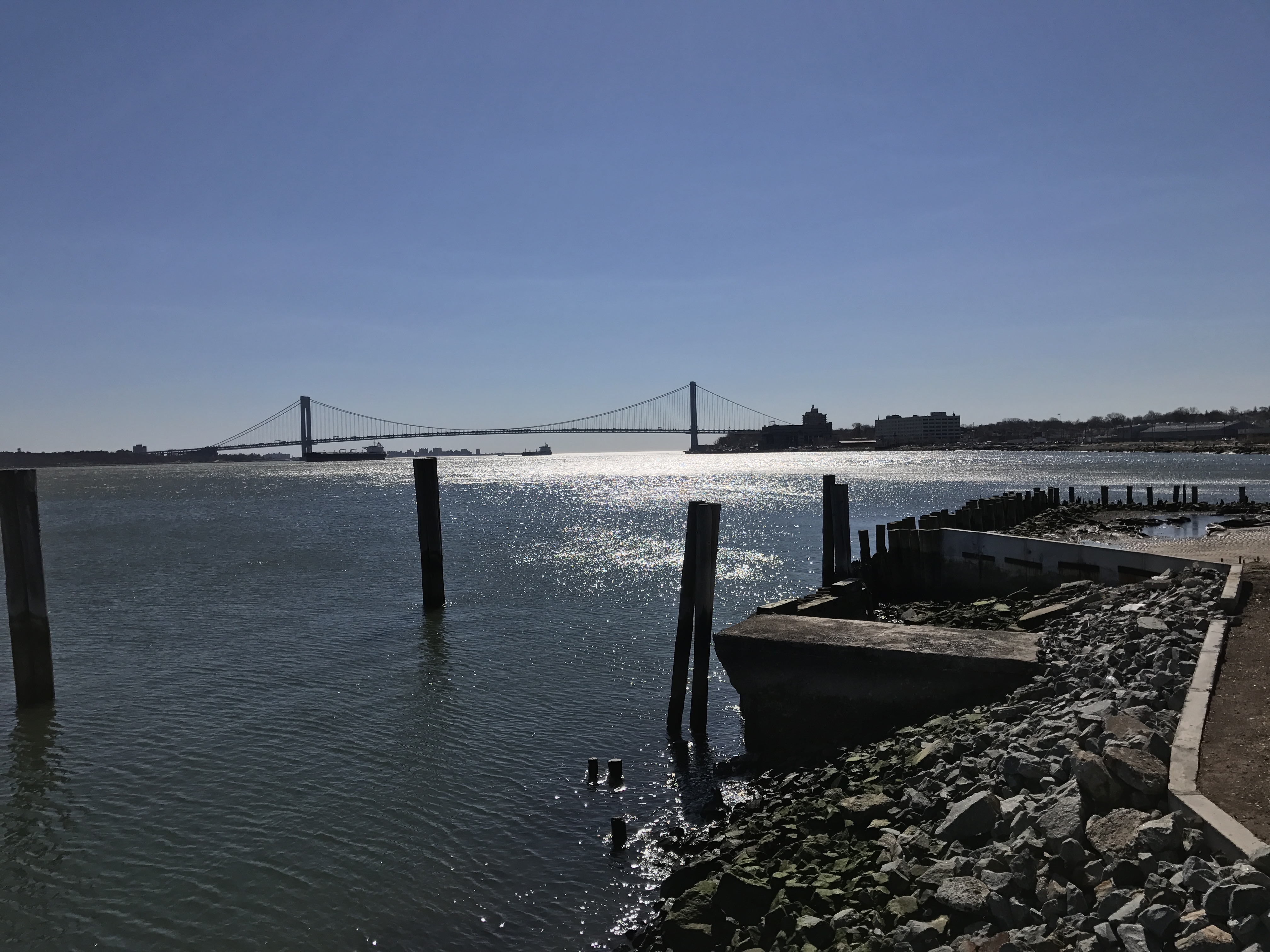
Cieśnina The Narrows i most Verrazzano-Narrrows od strony Staten Island